# Коппермайн
Ко́ппермайн (англ. Coppermine River) — река на северо-западе Канады в Нунавуте и Северо-Западных территорий. Река получила своё название (дословно — река медных рудников) от Самюэля Хирна, нашедшего медную руду в нижнем течении реки. Посёлок Куглуктук расположен в устье реки.

## Гидрография
Берёт начало из озера Гра на высоте 396 м в Северо-Западных территориях. Течёт в северном направлении. Длина составляет около 840 км, протекает через озеро Пойнт и впадает в залив Коронейшен Северного Ледовитого океана.
Питание снеговое. Ледостав в течение полугода. Половодье весенне-летнее.
Русло пролегает в основном по тундре. В 15 километрах от океана прорезает себе путь в узком скалистом ущелье, образуя серию водопадов и бурных порогов, носящих название Блади-Фоллс, теряя на коротком промежутке русла 200 метров высоты.

## История
Инуиты поселились в долине реки Коппермайн как минимум 3000 лет назад. Они широко использовали (да и сейчас используют) самородную медь для изготовления различных инструментов и домашней утвари, именно поэтому они получили название «медных инуитов». Первым европейцем, проплывшим по реке, был Самюэль Хирн в 1771—1772 годах. Через 50 лет после него Джон Франклин обследовал этот район во время своей экспедиции 1819—1821 годов. В настоящее время долина реки осталась практически такой же, какой она была во времена первых исследователей. Также мигрируют олени карибу, пасутся овцебыки, воды реки богаты рыбой (озёрная форель, арктический хариус). Для защиты уникальной и первозданной природы был создан Блади-Фоллс-Парк в 13 километрах к югу от Куглуктука.
Река Коппермайн номинирована на включение в Список охраняемых рек Канады.

## Галерея
- Один из многочисленных водопадов
- Река Коппермайн
- Устье реки Коппермайн в 1821 году (гравюра Эдварда Финдена по рисунку Джорджа Бака)